# Кахиани, Михаил Иванович
Михаил Иванович Кахиани (груз. მიხეილ ივანეს ძე კახიანი, 1896 — 11 декабря 1937) — советский государственный и партийный деятель.

## Биография
Родился в 1896 году в г. Батуми в семье торговца. Окончил факультет экономики Коммерческого института в Москве. В 1915—1917 годах принимал активное участие в студенческих антивоенных митингах и забастовках. С 1917 года — член партии большевиков . В период октябрьского восстания — секретарь Замоскворецкого рабочего комитета.
В ноябре 1917 года вернулся в Грузию. Был избран членом Батумского комитета РСДРП(б). 
В 1918 году возвратился в Москву. 
Член президиума Замоскворецкого РК РКП(б) и член районного исполнительного комитета.
Участник Гражданской войны. 
В мае 1920 г. направлен на партийную работу в Баку. Избран в Бакинский комитет КП(б) Азербайджана. Член комиссии АзерЦентроПечати.
В ноябре 1921 — секретарь Тбилисского комитета КП(б) Грузии. В том же году избран секретарем ЦК КП(б) Грузии.
В 1924—1930 — 1-й секретарь ЦК КП(б) Грузии.
В 1928 году избран членом ЦИК СССР. В 1930—31 годах — второй секретарь Среднеазиатского бюро ЦК ВКП(б). В 1931—1933 годах — второй секретарь Казакского крайкома ВКП(б).
1933—1934 — член бюро редколлегии газеты «Правда». С февраля 1934 — член Комиссии партийного контроля (КПК) при ЦК ВКП(б) и уполномоченный КПК при ЦК ВКП(б) по Северо-Кавказскому краю.
В 1930—1934 — кандидат в члены ЦК ВКП(б). 
26 января—10 февраля 1934 года делегат XVII съезда ВКП(б) с совещательным голосом. 
С 10 февраля 1934 года — член Комиссии партийного контроля при ЦК ВКП(б).
В июле 1937 года арестован, и в декабре того же года расстрелян.